# Естер Шарґай
Естер Шарґай Мелеро (кат. Ester Xargay Melero; 12 квітня 1960, Сант-Феліу-де-Ґішольс — 19 січня 2024, Паламос) — каталонська поетеса, відеомисткиня, перекладачка і культурна активістка. Також практикувала прозу, а саме оповідання, романи і есеї. Здобула освіту з Історії Мистецтва в Університеті Барселони.

## Життєпис
Виросла у Франції та повернулася до Каталонії, коли їй було 18 років. Одразу залучилася до сучасної каталонської поетичної панорами, активно працюючи і стимулюючи велику кількість культурних заходів та ініціатив. Практикувала жанр поетичного перформансу та гепенінгу. Її поетичну творчість називають новаторською.
Як писав літературний критик Жауме Аулет:

Поезія Естер Шарґай провокативна та трансгресивна. Вона стискає мову до експериментальної межі і часто наближається до поетичних практик, поезії, яку традиція — особливо французька — описує як прокляту. ЇЇ мова бунтарська, входить через рот і, відригнувши, виходить граматичною, як висловлено в одному з її творів.
Працювала в багатьох поетичних напрямках і експериментах, часто-густо разом з поетом Карлесом Ак Мором. також працювала сценаристом і перекладачем.
Шарґай активно співпрацювала з різноманітними каталонськими періодичними виданнями, такими як l'Avui, Papers d'Art, Reduccions, Transversal, Talp Club, Làtex, Sense títol, Barcelona Review, Internet Corner, El Temps тощо, дописуючи на мистецтвознавчі, літературознавчі та соціологічні теми.

## Відзнаки
Отримала різноманітні нагороди і відзнаки, серед яких варто відзначити:
- 1999, Премія Наварри за аудіовізуальний здобуток за Paraparèmies, desplaçaments, cosificacions… (у співпраці з Адольфом Альканісом, Карлесом Ак Мором і Барбарою Гельд)[11][9]
- 2000, Премія Еспайс Крітіка д'Арт за документальну стрічку El Grup de Treball, створену на BTV.[5]
- 2018, Поетична премія Рози Левероні в Кадакесі за збірку Desintegrar-se.[12][13][14]

## Вшанування
- Омаж Карлесу Ак Мору та Естер Шарґай, бібліографічна ретроспективна виставка з різними паралельними заходами (а також «Папапаремічний конгрес» і масовий поетичний виступ «Poecóc · Enhacmora't o Enxargaia't») на честь Карлеса Ак Мора та Естер Шарґай, номінованих, як «письменники резиденти» протягом фестивалю «Setmana de Sant Jordi — Literathä» (SJ Literathä) у місті Тарреґа, квітень 2009.